# Ibra Charles Blackwood

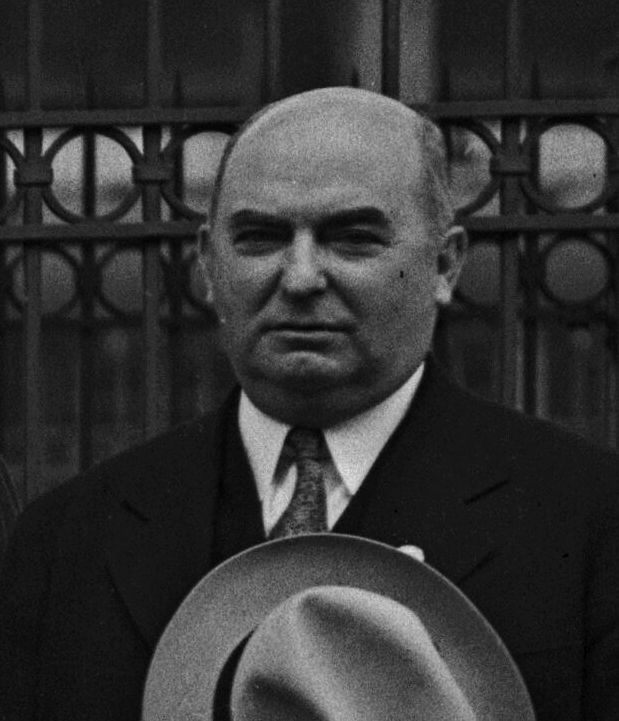
Ibra C. Blackwood (1933)

Ibra Charles Blackwood (* 21. November 1878 in Spartanburg County, South Carolina; † 12. Februar 1936 in Spartanburg, South Carolina) war ein US-amerikanischer Jurist und Politiker. Von 1931 bis 1935 war er Gouverneur von South Carolina.

## Frühe Jahre und politischer Aufstieg
Ibra Blackwood besuchte die Furman University und das Wofford College, an dem er 1898 seinen Abschluss machte. Nach einem anschließenden Jurastudium wurde er 1902 als Rechtsanwalt zugelassen, worauf er in Spartanburg eine Kanzlei eröffnete. Zwischen 1902 und 1906 war Blackwood Abgeordneter im Landesparlament von South Carolina. Zwischen 1914 und 1916 arbeitete er für die Bundessteuerbehörde in South Carolina. Von 1916 bis 1930 war er Staatsanwalt im siebten Gerichtsbezirk. Im Jahr 1926 bewarb er sich innerhalb seiner Demokratischen Partei erfolglos um die Nominierung für das Amt des Gouverneurs. Vier Jahre später konnte er sich parteiintern nur ganz knapp gegen Olin Johnston durchsetzen. Bei der eigentlichen Gouverneurswahl am 4. November 1930 gab es keinen Gegenkandidaten.

## Gouverneur von South Carolina
Blackwoods Amtszeit als Gouverneur begann am 20. Januar 1931 und endete knapp vier Jahre später am 15. Januar 1935. Die gesamte Legislaturperiode war überschattet von den Folgen der Weltwirtschaftskrise. Im Jahr 1931 brach die People’s State Bank zusammen und ihre 44 Filialen in South Carolina mussten schließen. Der Gouverneur und seine Regierung reagierten darauf mit Arbeitsbeschaffungsmethoden. So wurde zum Beispiel der Straßenbau vorangetrieben. Die so genannte South Carolina Public Service Authority wurde gegründet, eine Organisation, die später Staudämme an Flüssen baute, um Elektrizität zu gewinnen und die Wasserversorgung zu verbessern. Das Prinzip war das gleiche wie bei der bekannteren Tennessee Valley Authority, die etwa gleichzeitig von der Bundesregierung unter Präsident Franklin D. Roosevelt aufgelegt wurde. Zur besseren Kontrolle der Banken wurden neue Gesetze eingeführt.
Im September 1934 kam es in South Carolina, wie in anderen Staaten der USA, zu einem großen Streik der Textilarbeiter. Blackwood setzte die Nationalgarde gegen die Streikenden ein. Bei der Niederschlagung des Streiks wurden am 6. September in Honea Path sechs Teilnehmer erschossen und mehr als 20 verwundet, viele durch Schüsse in den Rücken.
Erwähnenswert ist noch, dass am 5. Dezember 1933 mit dem 21. Verfassungszusatz in den USA das Prohibitionsgesetz, das 1919 im 18. Verfassungszusatz erlassen worden war, wegen Undurchführbarkeit wieder aufgehoben wurde. South Carolina beschloss, nur den Verkauf von Bier und Wein zu legalisieren. Der Verkauf von härteren alkoholischen Getränken blieb weiterhin untersagt.

## Lebensabend
Nach Ablauf seiner Amtszeit im Januar 1935 zog sich Blackwood nach Spartanburg zurück, wo er wieder als Anwalt arbeitete. Dort verstarb er bereits im Februar 1936.
Ibra Blackwood war mit Margaret Hodges verheiratet.